# Eutropis beddomii
Eutropis beddomii är en ödleart som beskrevs av  Jerdon 1870. Eutropis beddomii ingår i släktet Eutropis och familjen skinkar. Inga underarter finns listade i Catalogue of Life.